# Joseph Maull
Joseph Maull (6 de setembro de 1781 - 3 de maio de 1846) foi um político norte-americano que governou o estado de Delaware, no período de 1846 a 1846, pelo Partido Whig.